# Sphaerostylus
Sphaerostylus is een geslacht van kevers uit de familie van de loopkevers (Carabidae). De wetenschappelijke naam van het geslacht is voor het eerst geldig gepubliceerd in 1848 door Chaudoir.

## Soorten
Het geslacht Sphaerostylus omvat de volgende soorten:
- Sphaerostylus acutangulus (Jeannel, 1946)
- Sphaerostylus alluaudi (Jeannel, 1946)
- Sphaerostylus bimaculatus H.Kolbe, 1895
- Sphaerostylus brevipennis (Jeannel, 1946)
- Sphaerostylus ditomoides (Brulle, 1835)
- Sphaerostylus feai (Basilewsky, 1949)
- Sphaerostylus goryi (Castelnau, 1834)
- Sphaerostylus guineensis Alluaud, 1925
- Sphaerostylus insularis (Basilewsky, 1949)
- Sphaerostylus levis (Jeannel, 1946)
- Sphaerostylus longipennis Chaudoir, 1854
- Sphaerostylus luteus (Hope, 1842)
- Sphaerostylus punctutostriatus Chaudoir, 1867
- Sphaerostylus striatus Chaudoir, 1867
- Sphaerostylus vadoni (Jeannel, 1946)